# Deperdussin Coupe Schneider

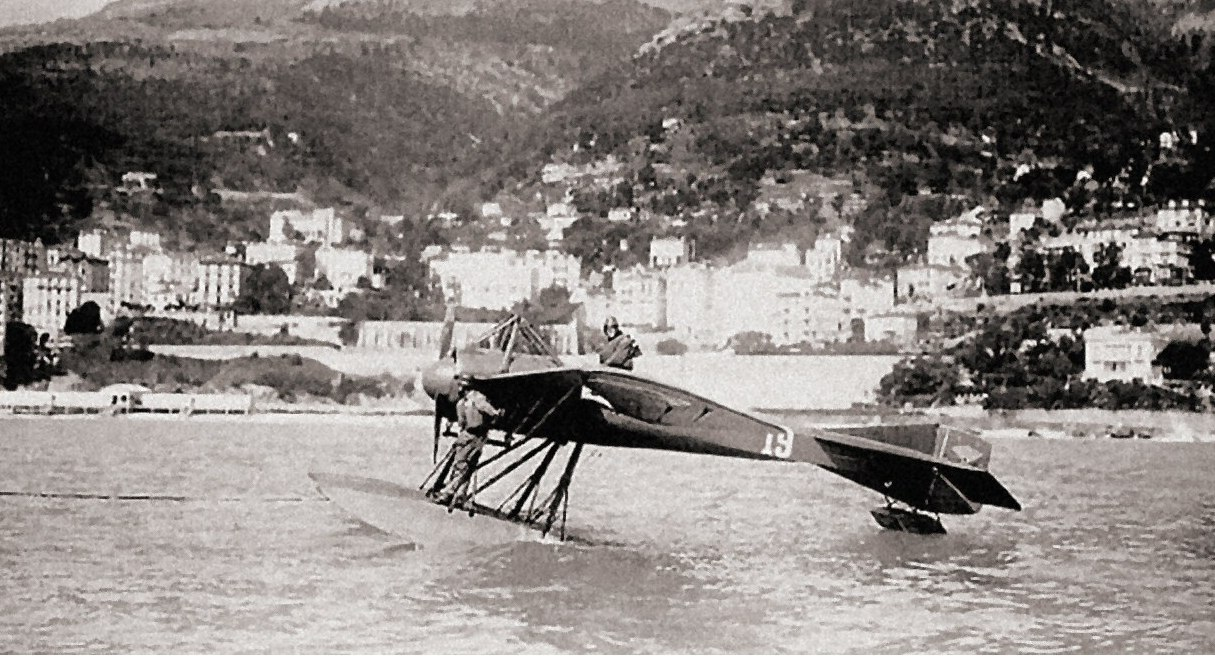
Deperdussin Coupe Schneider, Monaco (1913)

De  Deperdussin Coupe Schneider is een Frans eenmotorig middendekker racevliegtuig met drijveronderstel (watervliegtuig). Het werd speciaal ontwikkeld en geproduceerd door vliegtuigfabriek Aéroplanes Deperdussin voor deelname aan de 1913 Schneider Trophy race te Monaco, waarin het toestel de eerste plaats behaalde.

## Ontwerp en historie
De Deperdussin Coupe Schneider is een watervliegtuig afgeleid van het Deperdussin Monocoque racevliegtuig, welke in 1913 de Gordon Bennett Trophy race won. De Coupe Schneider heeft dezelfde gestroomlijnde romp, gemaakt van gelaagd hout. Ook de vleugels zijn gemaakt van hout. De tweebladige Chauvière-propeller was uitgerust met een grote aerodynamische spinner.  

## Museumvliegtuig
Een model op ware grootte van de Deperdussin Coupe Schneider, winnaar van de 1ste Schneider Trophy in 1913, staat tentoongesteld in het Planes of Fame Museum, Chino (VS).